# Estação Chueca

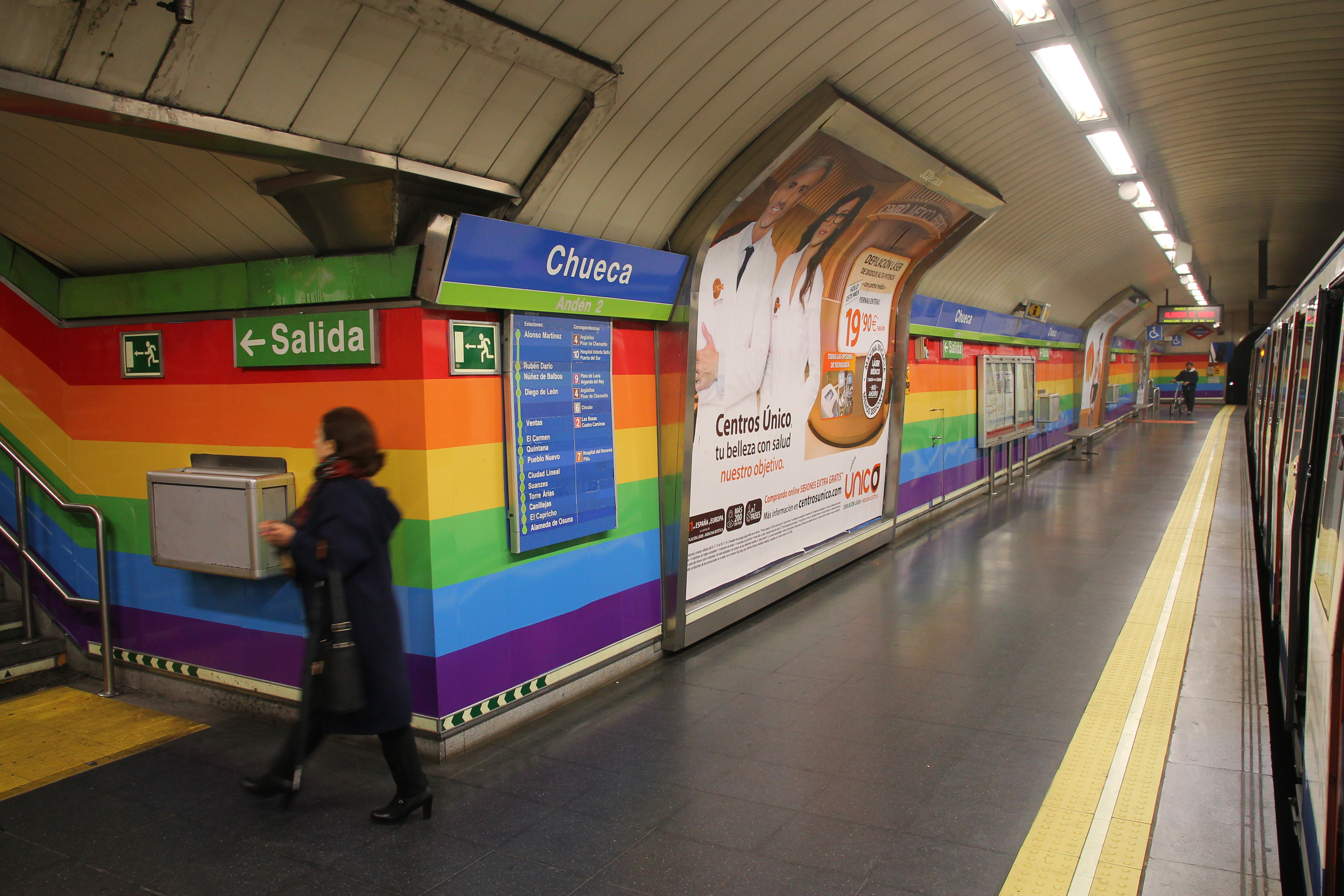
Plataforma de embarque.

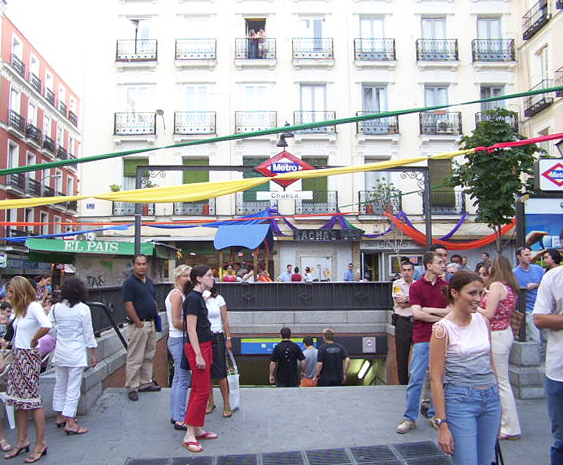
Entrada da Estação Chueca, durante a Celebração Orgulho Gay em 2002.

Chueca é uma estação da Linha 5 do Metro de Madrid.

## História
A estação foi aberta ao público em 26 de fevereiro de 1970, como parte do trecho entre as estações de Callao e Ventas da Linha 5. Entrou em operação na segunda-feira, 2 de março do mesmo ano.